# Medinah Country Club

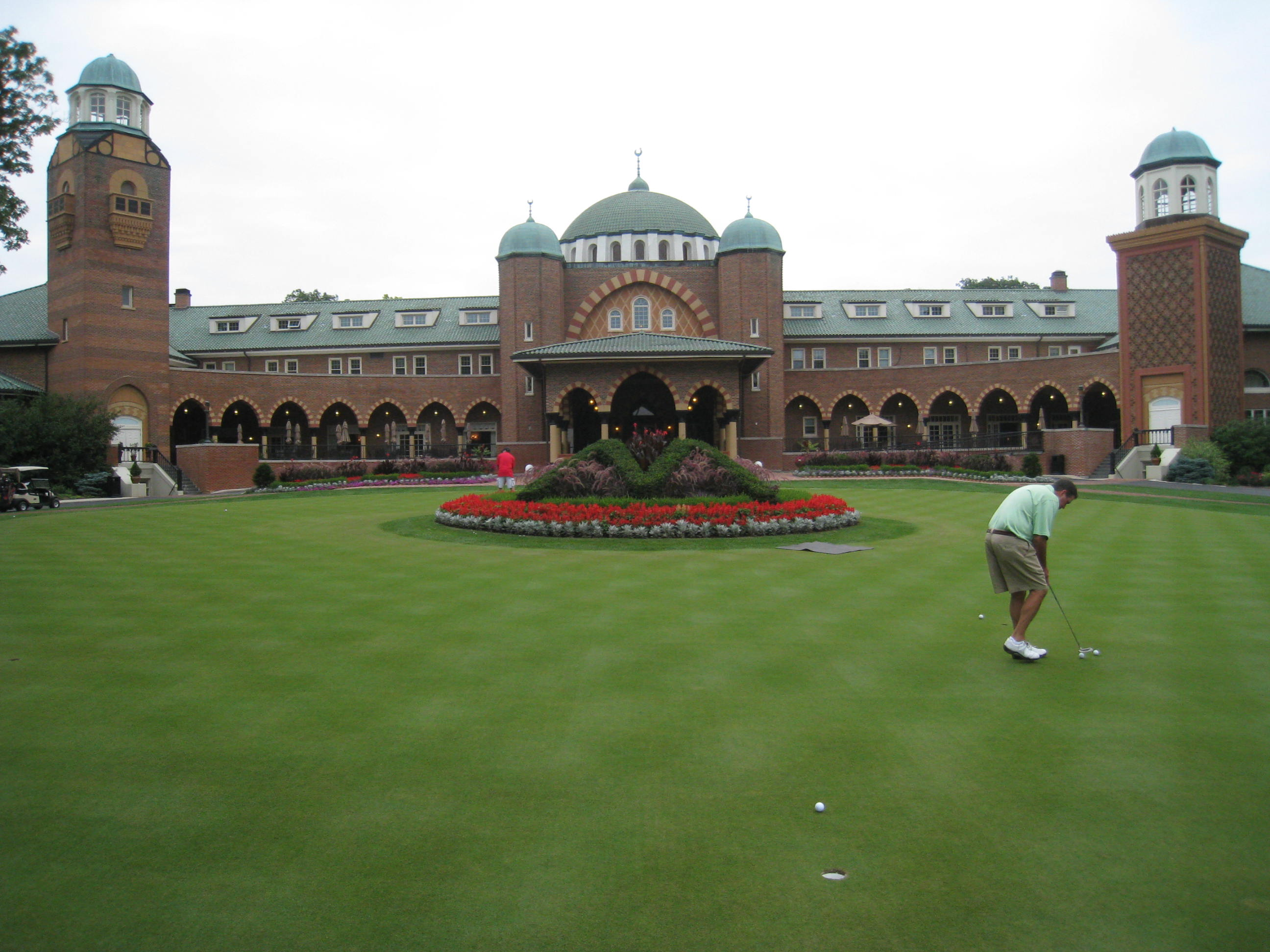
Clubhuis

De Medinah Country Club is een countryclub net buiten Chicago.
De club werd in 1924 opgericht door enkele Shriners. Ze hadden de ambitie om de mooiste country club van Noord-Amerika te worden. Ze kochten 2,6 km2 land en lieten er een groots clubhuis en enkele golfbanen aanleggen. Al snel had de club 1500 leden, waarvan een deel golf speelde. De club had een druk sociaal leven.
Door de Grote Depressie kwam de club in moeilijkheden. Veel leden zegden hun lidmaatschap op. Het lidmaatschap werd minder duur gemaakt, maar dat hielp niet voldoende. Er werden ook professional toernooien aangetrokken. De oorlog deed de club ook geen goed, maar na de oorlog groeide het ledental tot de huidige 600.
Het clubhuis is, gezien de Shriner achtergrond, gebouwd in een Byzantijnse moskee-stijl. Architect was Richard G. Schmid, zelf ook een shriner.

## Golf

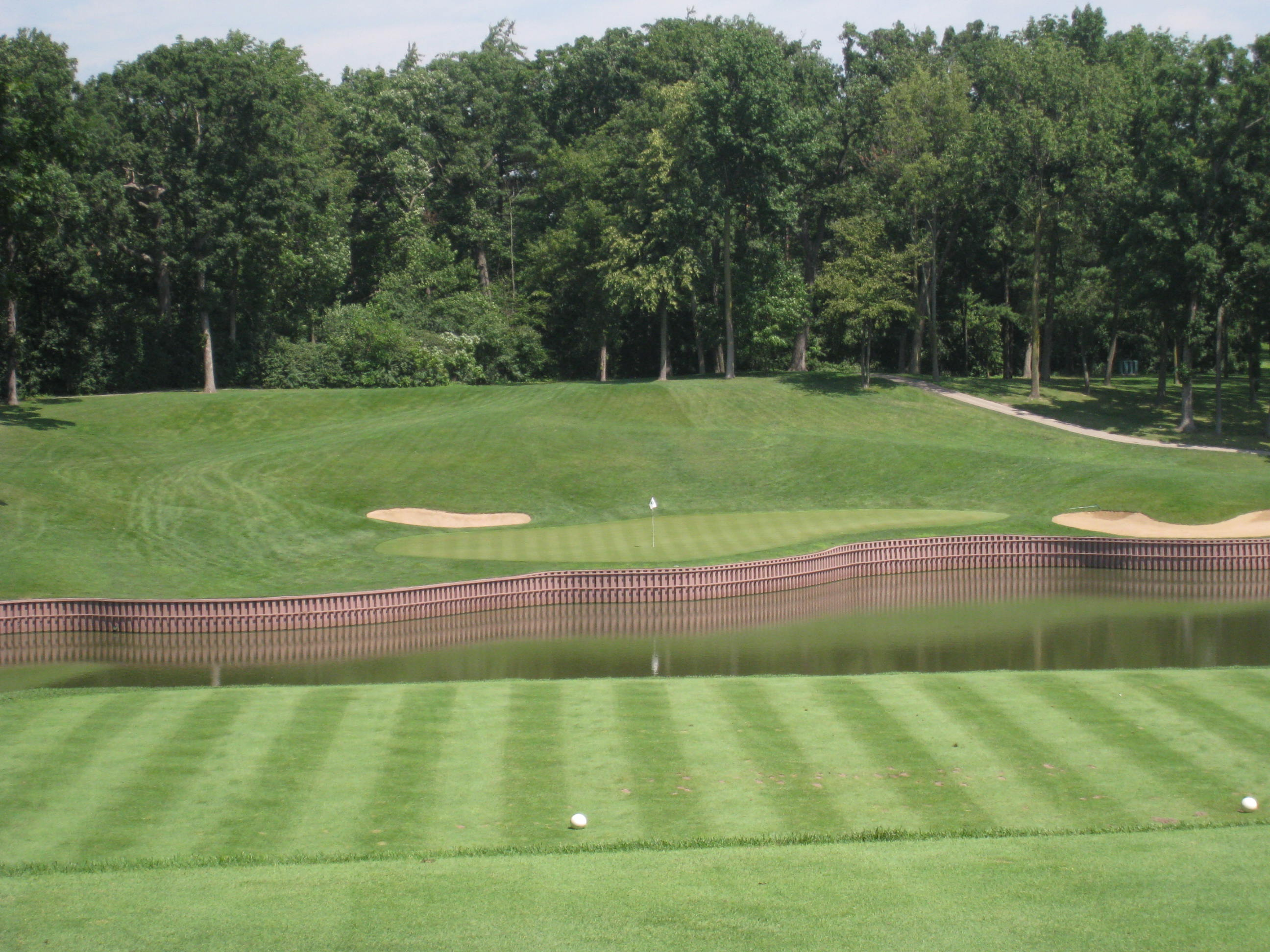
Hole 17 van Nr3: een typisch Amerikaans ontwerp met strakke waterkant.

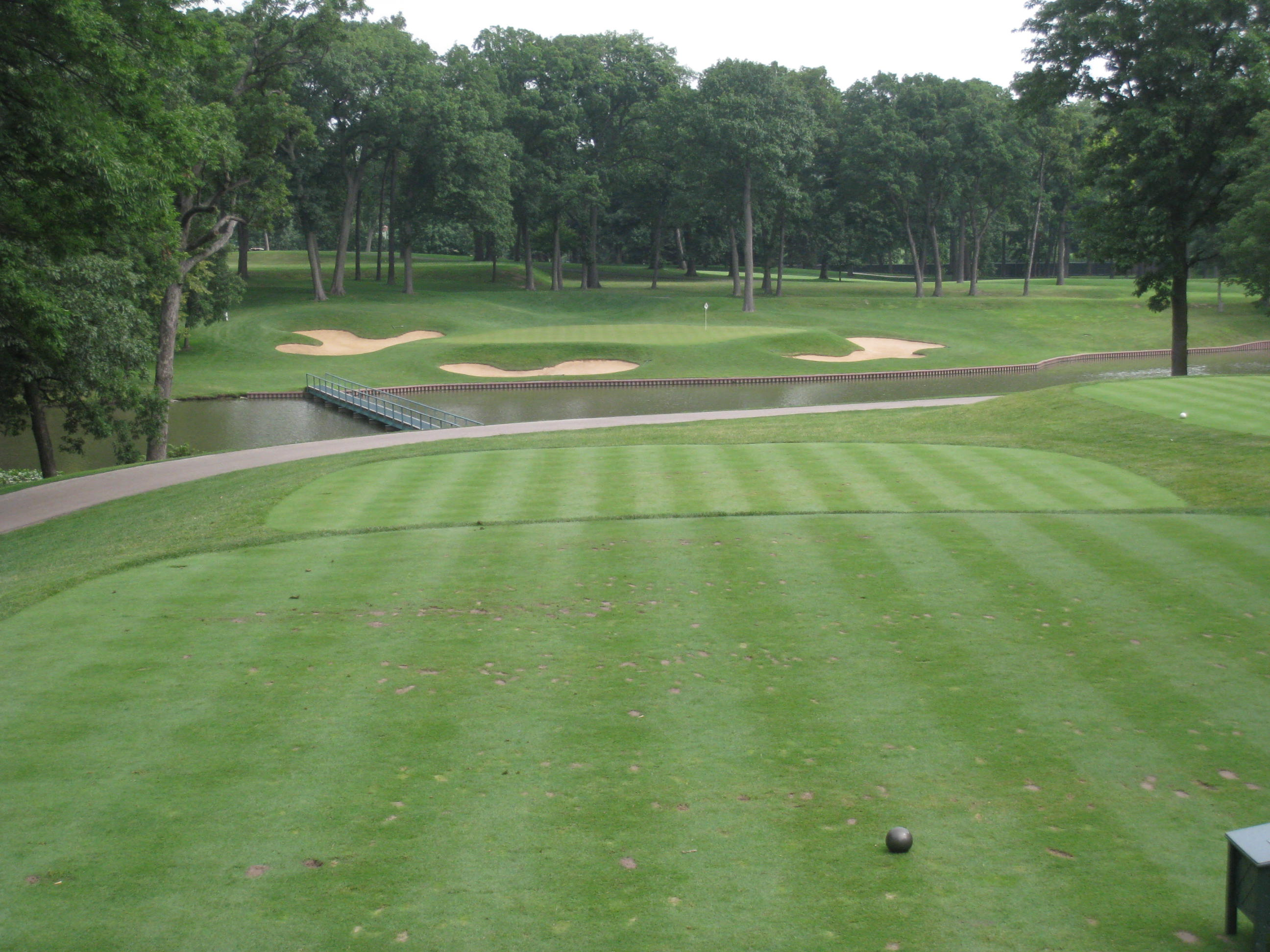
Hole 13, nog een green achter water.

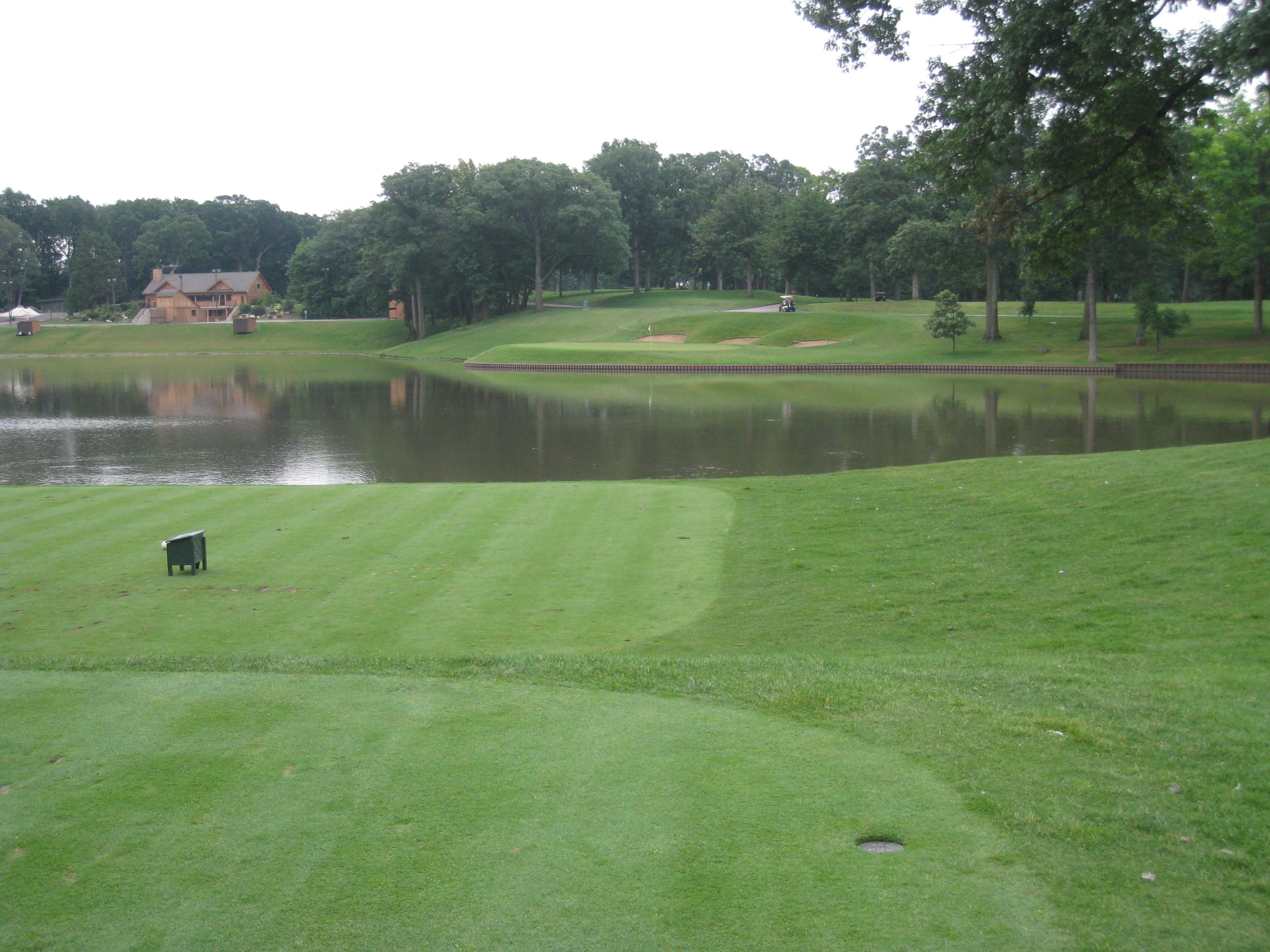
Hole 2, met links een natuurlijke waterkant.

De golfbanen werden aangelegd door Tom Bendelow. Ze worden Nr1, Nr2 en Nr3 genoemd.
Nr1 werd in september 1925 geopend en Nr2 een jaar later.

Nr3 werd oorspronkelijk voor de dames aangelegd en pas in 1928 geopend. Na vele wijzigingen is hij na de oorlog uitgegroeid tot de baan waar alle grote toernooien gespeeld worden. In 2003 heeft Rees Jones nog veel wijzigingen aangebracht.
Voordat de Ryder Cup er in 2012 wordt gespeeld worden allen greens nog vernieuwd. Ook is hole 15 een stuk korter gemaakt. Het is een par 4 met rechts water. Onder het motto risk-reward kan een speler met zijn afslag voor de green gaan terwijl hij het risico loopt in het water te komen als hij de bal niet perfect slaat.

### Toernooien
Harry Cooper won de eerste drie toernooien die op de club georganiseerd werden. Hij was een Engelse pro die in Illinois les gaf. Hij kreeg later ook de Amerikaanse nationaliteit.
| Jaar | Toernooi          | Winnaar         |
| ---- | ----------------- | --------------- |
| 1930 | 1ste Medinah Open | Harry Cooper    |
| 1933 | Illinois Open     | Harry Cooper    |
| 1935 | 2de Medinah Open  | Harry Cooper    |
| 1937 | Chicago Open      | Gene Sarazen    |
| 1939 | Western Open      | Byron Nelson    |
| 1946 | Chicago Victory   | Byron Nelson    |
| 1949 | US Open           | Cary Middlecoff |
| 1962 | Western Open      | Jacky Cupit     |
| 1966 | Western Open      | Billy Casper    |
| 1975 | US Open           | Lou Graham      |
| 1999 | US Senior Open    | Gary Player     |
| 1990 | US Open           | Hale Irwin      |
| 1999 | PGA Championship  | Tiger Woods     |
| 2006 | PGA Championship  | Tiger Woods     |
| 2012 | Ryder Cup         | Europa          |

Nadat Tiger Woods zijn tweede overwinning hier behaalde bood de club hem een levenslang lidmaatschap aan.